# Straßenbahn Alicante
Ab 1893 entstanden in und um Alicante mehrere voneinander getrennte Straßenbahnstrecken (Spurweiten: 900 und 1000 mm, Dampf- oder Tiertraktion). Diese wurden später entweder (teilweise) stillgelegt oder miteinander verbunden, in einem Unternehmen zusammengefasst und vereinheitlicht (Meterspur). Von 1924 bis 1926 erfolgte die Ausrüstung mit Oberleitung, und noch bis in die 1940er Jahre wurde das Netz weiter ausgebaut. 1969 wurde die letzte Linie durch Busse ersetzt.

## Geschichte
1893 nahm die erste innerstädtische, von Tieren gezogene Straßenbahnlinie mit einer Spurweite von 900 mm den Betrieb auf, 1902 folgte die erste Überlandstrecke nach Muchamiel. Diese wurde 1903 oder 1904 auf Dampfantrieb und eine Spurweite von 1.000 mm umgestellt. 1905 ging die Strecke über Elche nach Crevillente als meterspurige Dampfstraßenbahn in Betrieb. 1906 nahmen die Überlandstraßenbahnstrecke nach San Vicente del Raspeig sowie die zweite innerstädtische Strecke, beide von Tieren gezogen, den Betrieb auf. Letztere wurde in Konkurrenz zur bereits bestehenden Strecke genehmigt und verband die Endpunkte der Strecken nach Muchamiel und Crevillente miteinander. 1910 wurde die Straßenbahn nach Crevillente bereits wieder eingestellt. 1915 waren schließlich alle Straßenbahnstrecken in und um Alicante in einer Hand vereinigt. In den Jahren 1924 bis 1926 erfolgte endlich die Elektrifizierung durch die Firma Transportes Eléctricos, S. A. (TESA). 1929 wurde der Großteil des Fahrzeugparks der kurz zuvor eingestellten, ebenfalls von TESA betriebenen Straßenbahn von Murcia übernommen. 1940 erreichte das innerstädtische Straßenbahnnetz seine größte Ausdehnung und verband mit acht Linien das Stadtzentrum von Alicante mit den weiter entfernten Stadtteilen sowie mit den Nachbarorten San Vicente del Raspeig, San Juan de Alicante und Muchamiel. Mit dem Auslaufen der Konzessionen werden 1962 die Strecke nach Muchamiel und 1966 die Strecke nach San Vicente eingestellt, 1969 wird auch der innerstädtische Teil der Straßenbahn durch Busse ersetzt. 1999 erfolgt die Wiedereinführung als moderne Stadtbahn (TRAM Metropolitano de Alicante), ausgehend von der Schmalspurbahn nach Dénia.

## Einzelne Strecken

### Innenstadtstrecken

#### Biderman 1883
F. L. Biderman beantragte am 29. September 1883 eine Konzession für innerstädtische Strecken. Neben einer Hauptstrecke waren zwei Nebenstrecken vorgesehen. Die Stadt stimmte am 22. August 1884 zu, die formale Bewilligung erfolgte am 22. August 1904. Eine Realisierung erfolgte jedoch nie.

#### Nueve Amigos 1892–1913
In Konkurrenz zu Biderman wurde eine Straßenbahn in das Stadtviertel Benalúa mit dem Linienverlauf Tabakfabrik–Stierkampfarena–Paseo de  Méndez Núñez–Paseo de los Mártires–Plaza de Muñoz–Plaza de San Francisco beantragt. Trotz Einspruchs sowohl von Biderman als auch vom Konzessionär der Strecke nach Elche erfolgte der Zuschlag am 22. April 1892 an zehn lokale Geschäftsleute, die im Dezember 1892 die Sociedad Nueve Amigos S. A. gründeten. Bereits am 19. Oktober 1892 waren zwei Kreuzungen mit der Eisenbahnstrecke der Compañía de los Ferrocarriles de Madrid a Zaragoza y Alicante (MZA) zum Hafen genehmigt worden. Offiziell begannen die Bauarbeiten für die Gleise mit einer Spurweite von 900 mm am 1. Januar 1893, das erste Teilstück (Plaza de Navarro Rodrigo–Plaza de Ramiro) wurde am 13. Juli 1893 eingeweiht. Dafür standen neun Wagen (darunter vier geschlossene aus englischer Produktion) zur Verfügung, die von ein oder zwei Maultieren gezogen wurden. Im ersten Betriebsjahr wurden 600.000 Fahrgäste befördert. Am 20. August 1895 wurde eine Strecke vom Paseito de Ramiro über die Explanada bis zur Plaza de San Francisco in Betrieb genommen. 1903 folgte endlich die Verlängerung zur Tabakfabrik/Calle de Sevilla über Calle de Bilbao-Rambla, im Folgejahr wurden ein Verbindungsgleis von der Calle San Telmo zur Carretera nach Silla sowie zwei von der Calle de la Victoria in den Hafenbereich bis zum Paseo de los Mártires genehmigt. Da die Sociedad Nueve Amigos S.A bereits mehrere Jahre hintereinander Verluste gemacht hatte (1913 Ausgaben 113.126,16 Pts, Einnahmen 112.812,50 Pts), wurde sie am 14. Oktober 1913 für 173.000 Peseten (130.000 Pts für 7.097 m Strecke, 25.000 Pts für Gebäude und Wagenhalle, 18.000 Pts für die Fahrzeuge) verkauft und ging zum 1. Dezember 1913 in der Firma Tramways Electriques d´Alicante auf.

#### Vecinales de España 1903–1913
Die Ferrocarriles Vecinales de España, Eigentümer sowohl der Vorortstrecke nach Elche und Crevillente als auch der nach Muchamiel, erhielten für die Verbindung der Endpunkte beider Strecken die Genehmigung für den Bau einer ungefähr zwei Kilometer langen innerstädtischen Strecke von der Calle Sevilla über Calderón de la Barca, Bailén und Plaza de la Constitución bis zur Calle Bilbao. Im Mai 1903 ging das Unternehmen in der neuen Compagnie Genérale de Tramways et Chemins de Fer Vicinaux d´Espagne, S. A. (Compañía general de Tranvías y Ferrocarriles vecinales de España) auf. Diese bemühte sich sogleich um ergänzende Konzessionen sowie eine Vereinheitlichung der Konzessionslaufzeiten, zudem plante sie eine Elektrifizierung. Am 23. Dezember 1903 konnte sich das Unternehmen die Konzession für die Verbindungsstrecke sichern, die Genehmigung für eine Meterspur-Pferdebahn erfolgte am 30. Oktober 1904 mit einer Laufzeit von 60 Jahren. Betriebsaufnahme war am 24. Juni 1906.

#### Tramways Electriques d´Alicante 1913–1923
Das belgische Unternehmen Tramways Electriques d´Alicante wurde zum 1. Dezember 1913 gegründet, um die Umstellung der Straßenbahnen in und um Alicante auf elektrischen Oberleitungsbetrieb zu organisieren. Bereits im August 1913 hatte einer der Direktoren der Firma die Konzession für eine Straßenbahnstrecke vom Ende des Paseo de Gomis bis in das Barranco de las Ovejas beantragt, die mangels anderer Interessenten bewilligt wurde. Das Unternehmen gehörte zur deutsch-belgischen Gruppe L'Union des Tranways, die über eine Zwischenholding die Anteile an Tranvías de Alicante, Tranvías de Málaga und Tranvías de Murcia hielt.
Die Übertragung der Konzessionen wurde am 23. März 1915 genehmigt, bereits vorab war der Betrieb der Linien in der Stadt sowie nach San Vicente und Muchamiel neu organisiert worden. Dennoch blieb die Situation wirtschaftlich schwierig, nach einem ausgeglichenen Ergebnis 1917 und einem geringen Gewinn (10.393 Pts) im Folgejahr schloss 1919 bereits mit einem Verlust in Höhe von 32.301 Peseten (bei Einnahmen in Höhe von 351.042 Pts). 1923 gab das Unternehmen den Betrieb ab.

#### Tranvías y Electricidad S.A. 1923–1969
Die Elektrifizierung wurde am 3. August 1923 genehmigt, dafür wurde am 17. Oktober erneut eine Gesellschaft, Sociedad Española de Tranvías y Electricidad S.A., kurz auch Tranvías y Electricidad S.A. oder TESA, gegründet. Nach anderer Quelle hieß das Unternehmen Transportes Eléctricos, S.A.. Bereits am 30. September 1924 konnte die erste Linie (Florida–Explanada) umgestellt werden. Bis Oktober 1926 folgte der Rest des Netzes, insgesamt 28 Kilometer. Damit war Alicante die letzte Straßenbahn in Spanien, die von der Tier- zur elektrischen Traktion wechselte. Zur Aufnahme des elektrischen Betriebes standen 18 Motorwagen bereit. 1929 wurden Fahrzeuge aus Murcia übernommen. In den 1920er und 1930er Jahren wurde das innerstädtische Liniennetz ausgeweitet und weitere Stadtviertel angeschlossen: Las Carolinas, Baños, Alfonso X. el Sabio, Florida Portazgo, San Blas und Plá. In den 1940er Jahren wurden weitere Motor- und Beiwagen neu beschafft. Die Maximalzahl der Fahrgäste wurde nach einer Quelle 1948 mit 16.233.733 erreicht, nach einer anderen 1963 mit 22.624.152.
In den 1950er Jahren nahm die Konkurrenz durch den Autoverkehr zu, zudem stiegen die Strompreise und das nahende Ende der Konzessionen verhinderte Investitionen. Am 12. Juli 1965 wurden die Linien nach Carolinas und Mercado–Benalúa zusammengelegt. Mit Ablauf der Konzessionen gingen die Linien auf die Stadt Alicante über, die kurzzeitig den Servicio Municipal de Tranvías betrieb. Die Ausschreibung des städtischen Nahverkehrs vom 17. Juni 1969 gewann das Unternehmen Marco y Sánchez , S.A., das den Omnibusverkehr bevorzugte. Daher wurden die meisten Linien am 16. Juli eingestellt, lediglich die Linien 2 (Virgen del Remedio–Benalúa) und 6 (Mercado–Plá Hospital) verkehrten noch bis zum 14. November 1969.

#### TRAM Alicante ab 2007
Mit der Aufnahme des Betriebs im ersten Abschnitts des Innenstadttunnels der Stadtbahn Alicante am 10. Mai 2007 erreichten erstmals wieder Straßenbahnfahrzeuge im Fahrgastbetrieb die Innenstadt von Alicante.

### Strecke nach Muchamiel
Eine am 29. September 1883 von F. L. Biderman parallel zu drei innerstädtischen Strecken beantragte Konzession für eine Pferdebahn von der Tabakfabrik in Alicante bis nach Muchamiel wurde am 26. März 1884 bewilligt, zu einer Umsetzung kam es allerdings nicht. Am 25. Oktober 1890 wurde der Bau von 25 km Eisenbahnstrecken von Alicante nach San Vicente bzw. Muchamiel über Villafranqueza, San Juan de Alicante und das Kloster Santa Faz beantragt. Am 23. September 1896 schließlich gelangte die Konzession für die Strecke nach Muchamiel erneut zur Vergabe, die Genehmigung für 60 Jahre erfolgte am 15. März 1897. Im Jahr 1898 wurden die Bedingungen (nun Dampfbetrieb, vorgesehen waren drei Lokomotiven, zwölf Personenwagen, darunter zwei der 1. Klasse, sowie drei geschlossene Güterwagen) geändert, die Bauarbeiten wurden aus Geldmangel bald wieder eingestellt. Daher wurde die Konzession am 25. Oktober 1901 (Genehmigung: 7. Dezember 1902) für 25.000 Peseten an den Inhaber der Konzession für die Strecke nach San Vicente verkauft. Dieser stellte die Strecke fertig und nahm sie am 29. April 1902 als Pferdebahn in Betrieb, bevor am 14. Juli 1902 – nach anderer Quelle erst 1904 – der Dampfbetrieb aufgenommen wurde. Am 3. Mai 1903 (Genehmigung: 23. Mai 1903) wurde die Konzession für 200.000 Peseten auf die Compañía General de los tranvías y ferrocarriles vecinales de España übertragen. Diese tauschte die Schienen aus  und nahm am 24. Dezember 1903 den Betrieb wieder auf. Die nun 10,877 Kilometer lange Meterspurstrecke begann in der Calle Sevilla an der Stierkampfarena und führte über Vistahermosa, Santa Faz und San Juan bis Muchamiel. Einer anderen Quelle zufolge errichtete die im alicantiner Stadtviertel Florida beheimatete Firma Ferrocarriles vecinales de Alicante, die auch die Strecke nach Elche betrieb, die Strecke nach Muchamiel.
| Jahr | Einnahmen      |
| ---- | -------------- |
| 1902 | 36.724,00 Pts  |
| 1905 | 92.760,00 Pts  |
| 1907 | 85.304,85 Pts  |
| 1911 | 149.544,00 Pts |

1910 erfolgte nach sintflutartigen Regenfällen vorübergehend bis in das Jahr 1912 die Rückkehr zum Pferdebahnbetrieb. Am 1. Dezember 1913 wurde die Betreiberfirma von der belgischen Firma Tramways Eléctriques d´Alicante übernommen und mit dem städtischen Straßenbahnnetz von Alicante verknüpft. 1924 erfolgte die Elektrifizierung, 1926 wurde eine Streckenverlängerung nach Jijona untersucht, aber trotz des Entgegenkommens der dortigen Stadtverwaltung nicht begonnen. Am 15. Dezember 1962 erfolgte die Einstellung des Betriebs.
Im Rahmen des Ausbauplans FGV 2030 für die Stadtbahn Alicante ist bis 2026 der Bau einer Stadtbahnstrecke über San Juan nach Muchamiel vorgesehen.

### Strecke nach San Vicente del Raspeig
Ende des 19. Jahrhunderts wurde bei der Provinzverwaltung die Mitnutzung der Landstraße für eine von Tieren gezogene Straßenbahn beantragt. Geplant waren Kosten in Höhe von fast 175.000 Peseten für 10,88 km Gleis, sechs Wagen mit je vierzehn Sitzplätzen, ein Depot in San Vicente sowie dreißig Zugtiere. 1903 wurde die Konzession an die Compañía General de los tranvías y ferrocarriles vecinales de España abgetreten, die bereits im Besitz der Strecke nach Muchamil war (staatliche Genehmigung am 8. August 1904). 1905 begannen die Bauarbeiten. Nachdem diese am 19. April 1906 abgeschlossen und die Konzession am 25. April 1906 erneut und mit einer Laufzeit von 60 Jahren bestätigt worden war, erfolgte am 6. Mai 1906 die Betriebsaufnahme. Ausgangspunkt war nun ein gemeinsamer Endpunkt mit der Strecke nach Muchamiel nahe der Stierkampfarena. Der Endpunkt der 7.503 m langen Strecke in San Vicente lag an der Kreuzung mit der Carretera de Villafranqueza. Zudem musste eine Telefonleitung eingerichtet werden.
Nachdem erste Überlegungen zur Elektrifizierung aus dem November 1907 nicht umgesetzt werden konnten, erfolgte mit Genehmigung vom 25. März 1915 die Übertragung der Konzession zusammen mit den anderen Strecken der Compañía General de Tranvías y Ferrocarriles Vecinales de España an die Compañía de los Tranvías eléctricos de Alicante. Am 15. Dezember 1924 wurde die am 2. August 1923 genehmigte Elektrifizierung in Betrieb genommen.
In einem Bericht vom 24. April 1965 wird aufgrund des schlechten Zustands der Strecke, der erforderlichen hohen Investitionen sowie der auslaufenden Konzession die Umstellung auf Busbetrieb empfohlen. Entsprechend verkehrte am 30. April 1966 die vorerst letzte Straßenbahn zwischen Alicante und San Vicente, bevor 2009 die Linie 3 der Stadtbahn Alicante auf der für 100 Millionen Euro neu erbauten Strecke den Betrieb aufnahm.
Fahrgastzahlen:
- 1923 536.210
- 1933 1.803.735 (Einnahmen: 317.800 Pts.)
- 1939 3.011.639
- 1957 4.459.213 (Einnahmen: 4.027.055,50 Pts.)
- 1966 1.331.998 (2.174.296,50)

Die meisten Fahrgäste (5.656.141) nutzten im Jahr 1963 die Linie.

### Strecke nach Elche und Crevillente
Im Jahr 1880 entwickelten Bürger die Idee einer Dampfstraßenbahn von Alicante über Elche nach Crevillente, gründeten eine Gesellschaft und beantragten am 30. September 1881 die Konzession für eine 32 Kilometer lange Strecke. Eine erste Genehmigung erfolgte 1884, die aber mangels Finanzierung nicht realisiert wurde. Einer neuen Gesellschaft, die am 27. Juni 1889 die Konzession mit der Verpflichtung, diese innerhalb von achtzehn Monaten zu realisieren, übertragen bekam, ging es nicht besser. F. Cantarell als letzter verbleibender Gesellschafter beauftragte erste Arbeiten, die am 11. November 1890 begannen. Sie wurden aufgrund juristischer Auseinandersetzungen mit dem beauftragten Ingenieur im Folgejahr gestoppt und 1892 wieder aufgenommen. Nach einem Bericht vom 15. März 1893 waren am Pass in der Sierra del Porquet bereits 4.000 Kubikmeter Kalkstein für die dort geplante Streckenführung abgebrochen, und Torrellano war beinahe erreicht. Eine andere Quelle verlegt das Geschehen zehn Jahre nach vorn und führt die Jahre 1880 für den Baubeginn, 1881 für den Baustopp, 1882 für den Weiterbau und 1883 für das Erreichen von Torrellano an. Der Bauantrag vom 29. März 1893 für eine niveaugleiche Kreuzung mit der Strecke der MZA zum Hafen war allerdings nach wie vor nicht genehmigt.
Bereits im Januar 1892 übertrug Cantarell seine Konzession an die Compañía de los Ferrocarriles y Tranvías del Sureste de España, die sie wiederum 1895 an die Cie Tranways et Chemins de fer Vicinaux d´Espagne bzw. Ferrocarriles vecinales de Alicante weitergab. Diese beauftragte Luis Ibañez mit der Leitung des Weiterbaus. Die Konzession wurde mit Genehmigung vom 23. Mai 1903 an die Compañía General de los Tranvías y Ferrocarriles Vecinales de España weitergegeben, die sich zeitgleich auch die Strecken nach San Vicente und Muchamiel sowie die innerstädtische Verbindung sicherte. Die für alle Strecken geplante Elektrifizierung konnte nicht finanziert werden. Schwierigkeiten gab es mit den niveaugleichen Kreuzungen mit den Breitspurstrecken (MZA zum Hafen, FCA zum Hafen und nach Murcia). Erst ein erneuter Antrag vom 18. Juli 1904 führte zu einer am 30. September 1904 genehmigten Bauplanung. Die feierliche Einweihung der Strecke fand am 31. Dezember 1904 statt, am 5. bzw. 6. Januar 1905 nahm die damals längste Dampfstraßenbahn Spaniens ihren Betrieb im Zweistundentakt auf. Die Strecke des so genannten Tren Chicharra begann an der Wagenhalle der Straßenbahn an der Plaza de Canalejas im Stadtteil Benalúa, führte über das Stadtviertel Florida-Portazgo, den Barranco de las Ovejas, den Einschnitt in der Sierra del Porque und Bacarot nach Torrellano. Weiter in Elche wurden die zentrale Plaza de Baix direkt und der Fluss Vinalopó gequert, bevor schließlich Crevillente erreicht wurde. Das unauffällige Bahnhofsgebäude am Streckenende wurde nach Einstellung des Betriebs erst von der Guardia Civil, dann von der Feuerwehr genutzt. Eine 1905 von einer anderen Gesellschaft beantragte Dampfstraßenbahn von Orihuela nach Crevillente wurde ebenso wenig realisiert wie eine angedachte, 30 Kilometer lange schmalspurige Eisenbahn von Novelda über Aspe nach Elche, später um 8 km verlängert bis Albatera-Catral.
Mit der Inbetriebnahme - ggf. auch als tiergezogene Straßenbahn mit 198 Wagen und 80 Pferden - begann auch der Kampf um Kunden, da die Compañía de los Ferrocarriles Andaluces (CFA) nahezu zeitgleich (1882) eine Konzession für eine Breitspurstrecke Alicante-Elche-Murcia erhalten und diese bereits 1884 in Betrieb genommen hatte. Die Straßenbahn hatte Vorteile (bessere Erreichbarkeit, da näher an bzw. gar in den Siedlungen, 24 statt 5 Halte; zu Anfang niedrigerer Fahrpreis) und den Nachteil der längeren Fahrzeit. Daher reduzierte die CFA ihre Fahrpreise und verlängerten die Züge in Alicante über den Benalúa-Bahnhof hinaus bis in das Hafengebiet. Statt der für die Deckung der Kosten erforderlichen täglichen Einnahmen von circa 500 Peseten hätten diese nur 233 Peseten betragen (1905 157.332 Pts, 1907 94.957,31 Pts). Am 18. November 1907 wurde die Umstellung auf Elektrotraktion genehmigt, aber mangels Kapital nicht umgesetzt. Der Betrieb wurde fortgesetzt, allerdings mit reduziertem Fahrtenangebot. In der Folge verpachtete die Straßenbahn den Betrieb für zehn Jahre an die S. A. bzw. Compañía explotadora del Tranvía de Alicante a Elche y Crevillente, an der ein Anwalt, der zeitgleich auch für die CFA tätig war, mitwirkte. Diese erhöhte die Bedienfrequenz, was zu einer intensiven Abnutzung von Infrastruktur und Fahrzeugen führte. Am 25. Juli 1910 erfolgte die Einstellung des Betriebs, und nach einigem Hin und Her am 8. November 1912 die Einziehung der Konzession. CFA erhöhte ihre Preise wieder auf das Niveau von 1904 und die Stadtverwaltung ließ im Stadtgebiet von Elche die Gleise ausbauen, 1917 wurden die Gleiskreuzungen mit der MZA ausgebaut. Auch spätere Versuche, die Straßenbahn in Auktionen 1916 und 1918 wieder zum Leben zu erwecken, schlugen fehl. Eine andere Quelle gibt die von sintflutartigen Regenfällen Anfang des 20. Jahrhunderts verursachten Zerstörungen als Grund für die Einstellung an.

## Fahrzeuge
Für den Pferdebahnbetrieb standen bis zu 31 Wagen zur Verfügung, die später teilweise als Beiwagen weiter verwendet wurden.
Für die Dampfstraßenbahnen (nach Crevillente und nach Muchamiel) wurden 1905 vier Dampflokomotiven neu bei den La Métallurgique in Tubize gekauft. Die Lokomotiven hatten die Achsfolge C und die Fabriknummern 1416–1419. Zwei weitere Lokomotiven wurden 1905/1906 gebraucht von der Nationale Maatschappij van Buurtspoorwegen (NMVB) gekauft. Die Lokomotiven waren kastenförmig verkleidet und leisteten 65 bzw. 80 PS. Ergänzt wurde der Fahrzeugpark anfangs durch vier geschlossene und fünf offene Wagen, später standen 31 Wagen zur Verfügung.
Für die elektrische Straßenbahn standen im Maximum 41 Motor- und 22 Beiwagen zur Verfügung. Bis zur Betriebsaufnahme 1924 wurden achtzehn fabrikneue gelbe Motorwagen der Ateliers métallurgiques in Nivelles, Belgien, geliefert. Diese hatten eine Länge von 8.450 mm, eine Breite von 2.050 mm und ohne Stromabnehmer eine Höhe von 3.100 mm. Ihre Masse betrug sieben Tonnen, sie verfügten über achtzehn Sitzplätze. Ihre Höchstgeschwindigkeit lag bei 45 km/h, sie waren mit einem Motor der Firma Dick Kerr mit einer Leistung von 18,4 kW ausgestattet. Ergänzend waren bereits erste, ähnliche Fahrzeuge von der sich im Niedergang befindlichen, ebenfalls durch TESA betriebenen Straßenbahn in Murcia im Einsatz. Nach deren Einstellung im April 1929 wurden weiterer Fahrzeuge übernommen, der Gesamtbestand stieg auf nun 32 Motorwagen. Ab den 1940er Jahren erfolgte eine Modernisierung der vorhandenen Fahrzeuge sowie ein Neubau weiterer Motor- und Beiwagen durch die eigenen Werkstätten (Serie A/200 gelb, Serie B/100 blau). Hinsichtlich der Abmessungen gab es keine Unterschiede, die Beiwagen sind mit 4.270 kg allerdings deutlich leichter. 1960 wurden die drei Motorwagen 61–63 (Sputnik, blau) in den eigenen Werkstätten neu gebaut. Bei Einstellung des Betriebes 1969 waren noch 27 Motorwagen und sieben Beiwagen vorhanden.

## Gebäude
Zu Beginn verfügte jede der Strecken über mindestens ein eigenes Depot, nach der Zusammenführung wurde die Zahl auf drei reduziert, davon lag eines in San Juan de Alicante und eines in La Florida. Letzteres war bis zuletzt in Betrieb.

## Linien
Quelle:
- Linie 1: Benalúa über Reyes Católicos
- Linie 2: Benalúa – Mercado – Carolinas
- Linie 3: San Vicente del Raspeig
- Linie 4: Muchamiel
- Linie 5: San Blas
- Linie 6: Plá – Hospital
- Linie 7: Cementerio - Florida alta
- Linie 8: Florida